# ماريانا كوك
ماريانا كوك (بالإنجليزية: Mariana Cook)‏ هي مصورة أمريكية، ولدت في 9 فبراير 1955 في نيويورك في الولايات المتحدة.